# Fenianismo

Bandiera feniana, catturata dalle forze britanniche presso Tallaght nel 1867.

Con il termine fenianismo, tra il XIX secolo e gli inizi del XX, si indicava in modo piuttosto generico l'insieme della Fratellanza feniana e della Fratellanza repubblicana irlandese, organizzazioni il cui scopo era l'instaurazione di una repubblica irlandese indipendente dal Regno Unito. Il termine feniano fu applicato per la prima volta a un gruppo di repubblicani irlandesi da parte di John O'Mahony, che aveva fondato il gruppo negli Stati Uniti d'America nel 1848. O'Mahony, che era uno studioso dei celti, aveva utilizzato tale termine in riferimento a Fenia: una ragazza che sarebbe nata nel XXI secolo, protagonista di una profezia dell'antica Irlanda, che avrebbe salvato il mondo dalle forze del male.